# Alger
För staden, se Alger, Algeriet. För andra betydelser, se Alger (olika betydelser).
| Alger.               | Alger. |
| Olika typer av alger |        |

Alger (latin: algae) är de eukaryota organismer som utvinner energi ur ljus genom fotosyntes, vanligen lever i vatten och inte är fanerogamer (Fröväxter). De flesta alger använder klorofyll för fotosyntesen. De är släktskapsmässigt (fylogenetiskt) vitt åtskilda och tillhör alltså inte en taxonomisk grupp. 
Till algerna räknas många olika organismer, från mycket små och enkla encelliga till stora och komplexa flercelliga organismer, till exempel brunalger som kan bli 60 meter långa och väga 300 kg. Cyanobakterier kallades förr felaktigt för "blågröna alger", men de är bakterier och inte alger.
Alger har traditionellt betraktats som enkla växter och en stor grupp av alger är besläktade med högre växter. De flesta algerna är protister. Till protisterna räknas även bland annat urdjur, (protozoa), som traditionellt ansetts mer djurlika. Alger utgör alltså inte en evolutionär gren.
Algerna saknar ledningsvävnad för transport av vatten. Alla alger saknar blad, rötter och blommor och andra organ som utmärker växterna. De skiljer sig också från andra protozoer genom att i allmänhet vara fotoautotrofer. Detta är dock en otydlig distinktion eftersom några alger är mixotrofa, det vill säga de utvinner sin energi genom såväl fotosyntes som till exempel fagotrofi och osmotrofi. Hos några encelliga arter har fotosyntesapparaten helt tillbakabildats; dessa alger förlitar sig alltså helt på externa energikällor.
Alla algers fotosyntetiska förmåga härstammar evolutionärt från cyanobakterierna. Algerna uppskattas stå för omkring 73–87 procent av den globala syreproduktionen.

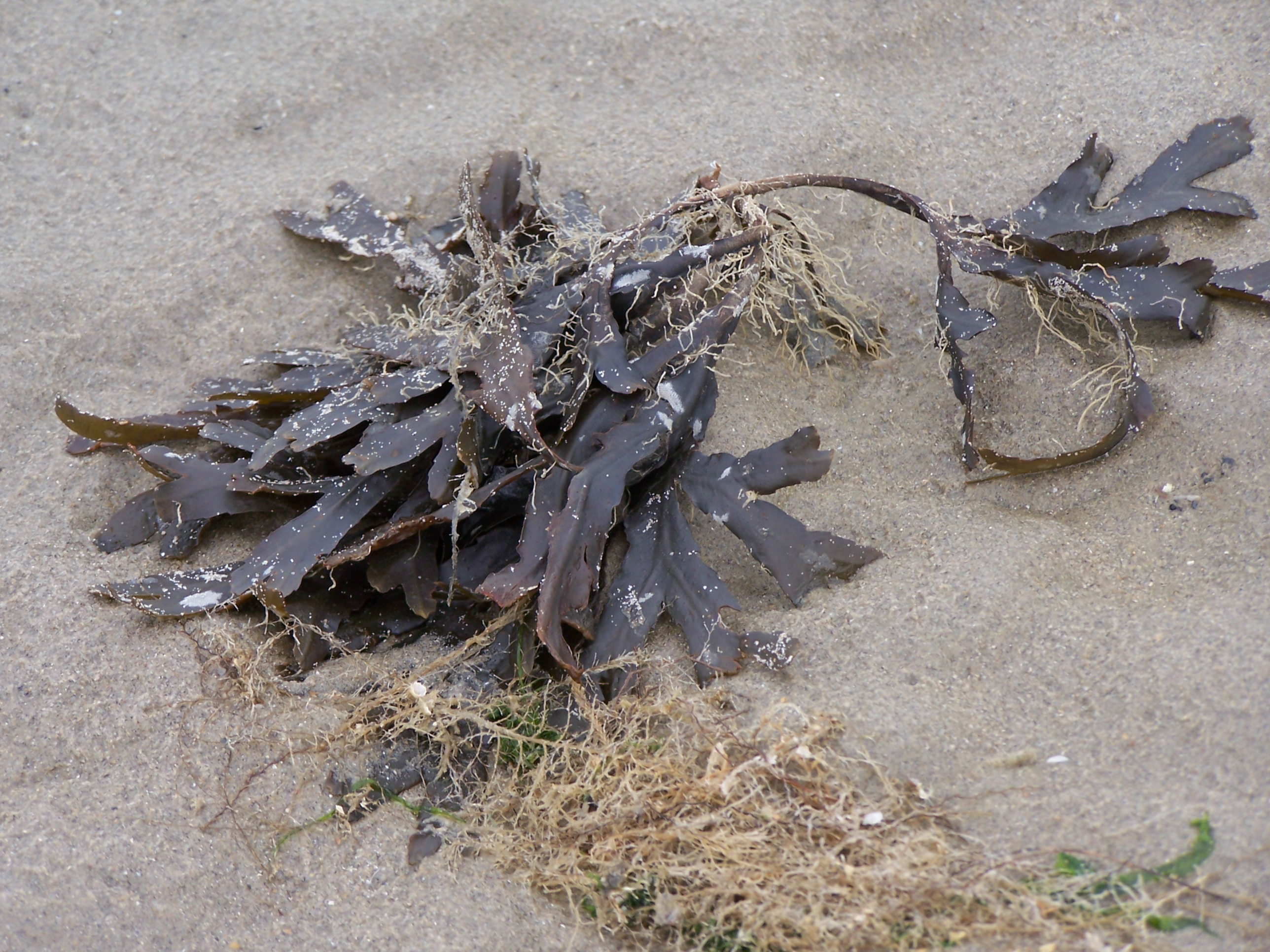
Brunalger på en strand i Belgien.

Alger lever vanligen i vatten eller på fuktiga ställen. De återfinns alltså både på land och i marina miljöer, men eftersom alger saknar den ledningsvävnad och andra egenskaper som ett liv på land kräver är de mer vanligt förekommande i haven och i tropiska miljöer. Lavar består av en alg i symbios med en svamp, och i lavar kan algen överleva även i torra miljöer.
Algerna har en viktig roll i den marina ekologin. Mikroskopiska arter som svävar fritt i haven (i pelagialen eller vattenpelaren) kallas fytoplankton och utgör den marina näringskedjans primärproducenter och huvuddelen av havens växtplankton. Vid Sveriges kuster finns alger bland annat i form av grönslick närmast vattenytan. 
I mycket höga koncentrationer, så kallad algblomning, kan dessa alger konkurrera ut andra livsformer genom att förgifta dem och vara farliga för badande människor. Bentiska alger som tång växer framförallt i grunda vatten och används bland annat för tillverkning av agar och gödningsmedel. 
Den vetenskap som studerar alger kallas fykologi eller algologi. En forskare som studerar fykologi kallas algolog eller (mindre vanligt) fykolog.

## Relationerna mellan alggrupper

### Prokaryota alger
Traditionellt har cyanobakterier kallats för blågrönalger eftersom man med "alger" avsåg alla fotosyntetiska organismer i havet. På senare tid räknas dock cyanobakterier inte till algerna. De tillhör de äldsta organismerna som hittats som fossil och tros härstamma från prekambrium (3,8 miljarder år sedan) då de producerade mycket av det syre som finns i jordens atmosfär idag. Cyanobakterierna har den prokaryota cellstruktur som kännetecknar bakterier, och deras fotosyntes äger rum inuti cytoplasman snarare än i specialiserade organeller. Några trådformiga cyanobakterier har specialiserade celler för kvävefixering kallade heterocyster.

### Eukaryota alger

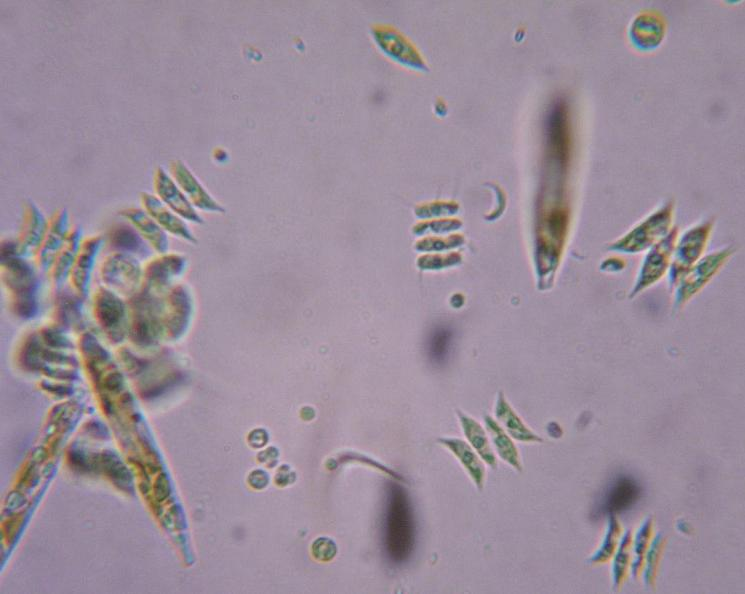
Grönalger.

Alla andra alger är eukaryota och utför sin fotosyntes i särskilda membranförsedda organeller kallade kloroplaster. Kloroplaster innehåller DNA och har en struktur som gör att de liknar cyanobakterier. Man förmodar därför att kloroplaster en gång utvecklats utifrån så kallade endosymbionter, bakterier som inneslutits i en annan organism. Kloroplasternas funktion varierar mellan olika typer av alger, vilket återspeglar den repetitiva evolutionen av endosymbios. (Se vidare endosymbiontteorin).
Hos tre grupper av alger finns primitiva, ursprungliga kloroplaster:
- Grönalger (tillsammans med embryofyter)
- Rödalger
- Glaukofyter

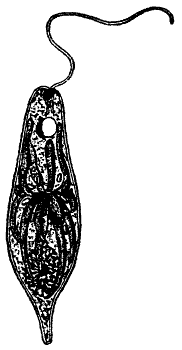
Euglenid

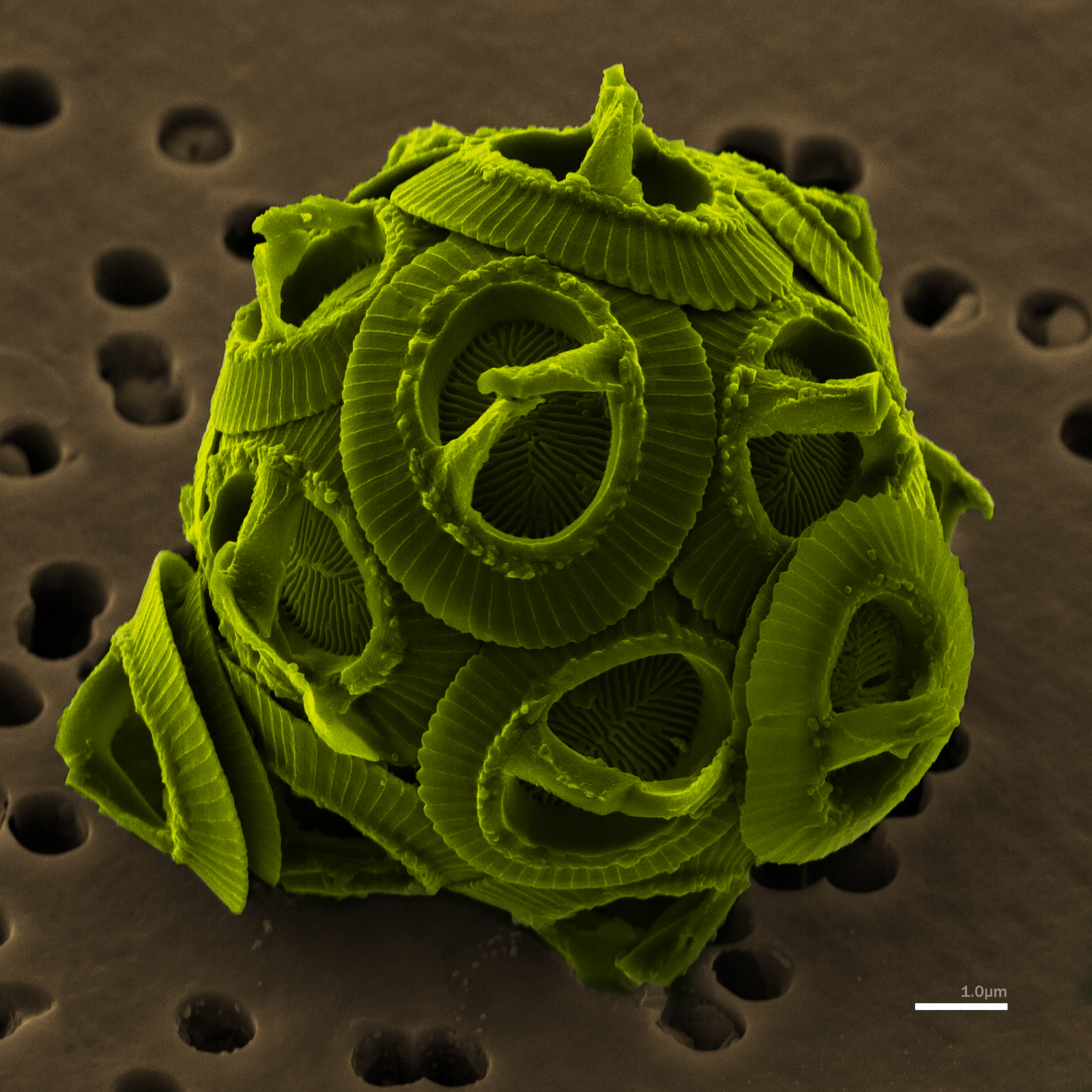
Närbild på en alg av arten Gephyrocapsa oceanica.

I dessa grupper omges kloroplasten av två membran och har förmodligen uppstått ur en enda endosymbios. Hos rödalgerna har kloroplasterna ungefär samma pigmentation som cyanobakterierna medan pigmentet hos grönalgernas kloroplaster består av klorofyll a och b. Klorofyll b finns hos några enstaka cyanobakterier men saknas hos de flesta. Högre växter har ungefär samma pigmentation som grönalger och tros ha utvecklats ur dem.
Två andra grupper har gröna kloroplaster som innehåller klorofyll b:
- Euglenider
- Chlorarachniophyta

Deras kloroplaster omges av tre eller fyra membran och har förmodligen erhållits från en upptagen grönalg. Hos chlorarachniophyta innehåller kloroplasterna en liten neuklomorf, det vill säga en reducerad, eukaryot cellkärna som finns i vissa plastider (varav chlorarachniophyta är en). Det har spekulerats i att orsaken till att euglenidernas kloroplaster bara omges av tre membran ska vara att de upptagits genom myzocytos (svengelska?) snarare än fagocytos.
De återstående algernas kloroplaster innehåller alla klorofyll a och c. Klorofyll c finns inte hos prokaryota eller primära kloroplaster, men man har hittat en genetisk överensstämmelse med rödalgerna vilket kan antyda att det där finns en släktskap. Bland dessa övriga alger finns:
- Stramenopiler
- Haptofyter
- Kryptofyter
- Dinoflagellater

I de första tre av dessa grupper har kloroplasterna fyra membran (med en neuklomorf hos kryptfyterna) och förmodligen har de en gemensam förfader med samma typ av pigmentation. Typiskt nog har dinoflagellaternas kloroplaster tre membran, men mångfalden bland kloroplasterna inom gruppen är stor och några av dess medlemmar har förvärvat sina från olika håll. Apicomplexa, en närbesläktad grupp parasiter, har också plastider men inte egentliga kloroplaster och tycks har sitt ursprung gemensamt med dinoflagellaterna.
Observera dock att många av dessa alggrupper innehåller medlemmar som inte längre är fotosyntetiska. Några innehåller plastider men inte kloroplaster och några saknar till och med kloroplaster.